# Ann-Sofi Carlsson (simmare)
Ann-Sofi Carlsson (tidigare Roos), född 27 november 1959 i Sollentuna, är en tidigare svensk landslagssimmare.

## Klubbkarriär
Ann-Sofi Carlsson simmade för Kristianstad Sim-&Livräddningssällskap. Hon var bäst i Sverige på 200, medley och 400m medley samt 200 m bröstsim under åren 1975 till 1980. Efter OS i Moskva avslutade hon sin karriär. 

## Individuella SM-guld[1]
Sammanlagt erövrade hon 24 individuella SM-guld, 12 inomhus och 12 utomhus
|    | Simgren      | SM inne kort bana |    | Simgren      | SM ute lång bana |
| 1  | 200 m bröst  | 1975              | 13 | 100 m bröst  | 1979             |
| 2  |              | 1976              | 14 | 200 m bröst  | 1975             |
| 3  |              | 1977              | 15 |              | 1976             |
| 4  |              | 1979              | 16 |              | 1979             |
| 5  |              | 1980              | 17 |              | 1980             |
| 6  | 200 m medley | 1979              | 18 | 200 m medley | 1978             |
| 7  |              | 1980              | 19 |              | 1979             |
| 8  | 400 m medley | 1976              | 20 |              | 1980             |
| 9  |              | 1977              | 21 | 400 m medley | 1977             |
| 10 |              | 1978              | 22 |              | 1978             |
| 11 |              | 1979              | 23 |              | 1979             |
| 12 |              | 1980              | 24 |              | 1980             |

## OS-deltagande[2]
Carlsson deltog i två olympiska spel. Först i Montreal 1976  då hon blev oplacerad på 100 m bröstsim på tiden 1.18,61 och kom på 13:e plats på 200 m bröstsim på tiden 2.41,38.  I Moskva 1980  kom hon 10:a  på 400 m medley ,4.57,14. Hon nådde samma placering 10:a på 200 m bröstsim ,2.35,99.